# Stenängen, Västmanland
Stenängen är en sjö i Köpings kommun i Västmanland och ingår i Norrströms huvudavrinningsområde.